# Winged Warlords
Winged Warlords è un videogioco per ZX Spectrum pubblicato dalla CDS Microsystems nel 1983. È un clone di Joust, dal punto di vista del level design e del gameplay. La grafica è diversa, con gli struzzi cavalcabili rimpiazzati da cavalli alati.
Venne sviluppato da Mike Lamb, che realizzò molte versioni per Spectrum di giochi arcade come Arkanoid e Renegade

## Modalità di gioco
Messo di fronte a un'arena 2D vista lateralmente con delle piattaforme, il giocatore controlla un condottiero che cavalca un cavallo alato. I movimenti a sinistra e a destra hanno un effetto inerzia pronunciato, così come il battito di ali rispetto alla gravità. A differenza della versione arcade di Joust, il tasto per battere le ali può essere tenuto premuto, anziché dover essere premuto ripetutamente.
Quando si collide con un nemico controllato dal computer il condottiero con la minore altitudine viene disarcionato dal cavallo. Se il giocatore viene disarcionato, perde una delle quattro vite a sua disposizione. Se il nemico viene disarcionato, il suo corpo viene visto cadere, mentre il suo cavallo vola via. I condottieri a terra possono essere attaccati ulteriormente per ottenere punti bonus. Se non ce ne si occupa, questo, dopo un po', chiama un altro cavallo e si riunisce alla battaglia (colorato di magenta anziché ciano). Ogni tanto l'equivalente in Winged Warlord dello pterodattilo di Joust fa la sua apparizione; il Malvagio Uccello della Guerra (che ha l'aspetto di una grossa anatra). Il contatto con questo nemico è letale per il giocatore; deve essere evitato mentre attraversa lo schermo.

## Accoglienza
CRASH recensì Winged Warlords nel suo terzo numero, dandogli 79%, mentre Sinclair User gli diede 6/10. In generale, ricevette una migliore accoglienza della critica rispetto agli altri cloni di Joust per Spectrum come Ostron della Softek.